# Régiment mixte indochinois du Levant
Pour les articles homonymes, voir Bataillon de marche indochinois (homonymie).
« 1er bataillon de marche du Tonkin » et « 1er régiment mixte indochinois du Levant » redirigent ici. Pour les autres significations, voir 1er bataillon et 1er régiment.
Le régiment mixte indochinois du Levant (RMIL) est une unité militaire des troupes coloniales françaises, formée de tirailleurs indochinois et de marsouins européens. Il est constitué en 1922 à partir du régiment d’infanterie coloniale du Levant et du 1er bataillon de marche tonkinois (en) qui combattaient au Levant depuis août 1920.

## Historique

### Régiment d'infanterie coloniale du Levant
Le régiment d'infanterie coloniale du Levant est issu de deux bataillons d'infanterie coloniale formés en décembre 1919 à Rochefort et à Toulon. Ils débarquent le 21 février 1920 en Cilicie puis rejoignent la Syrie. Ayant subi de lourdes pertes, le régiment est dissous le 31 mars 1922.

### 1erbataillonde marche du Tonkin
Le 1er BMT, aussi appelé 1er bataillon de marche indochinois, est formé en 1920 par prélèvement sur les quatre régiments de tirailleurs tonkinois d'Indochine. Débarqué à Beyrouth en août, il combat contre les Turcs,.

### Régiment mixte indochinois du Levant
Ces deux unités fusionnent le 1er avril 1922 et forment le régiment mixte indochinois du Levant (RMIL, parfois 1er RMIL), qui compte un bataillon indochinois et un bataillon « blanc ».
En août 1924, le bataillon « blanc » est en réserve à Damas et le bataillon indochinois opère au sein de la 2e division d'infanterie du Levant dans la région de Qatma (en) et la frontière turque au nord-ouest d'Alep. Il est dissous le 10 octobre 1924,.